# Nkwebazaur
Nkwebazaur (Nqwebasaurus thwazi) – teropod z grupy celurozaurów (Coelurosauria) o bliżej niesprecyzowanej pozycji systematycznej; jego nazwa znaczy "jaszczur z Nqwebe" – od nazwy regionu (w języku tubylczym), w którym znaleziono jego szczątki.
Żył w epoce wczesnej kredy na terenach południowej Afryki. Długość ciała ok. 90 cm, wysokość ok. 30 cm, masa ok. 3 kg. Jego szczątki znaleziono w Republice Południowej Afryki.